# Fenwood (Saskatchewan)
Pour les articles homonymes, voir Fenwood.
Fenwood est une communauté située dans la province de la Saskatchewan, dans le sud-est.